# Ruch turystyczny
Ruch turystyczny to określenie przemieszczania się ludzi, które nie jest wymuszone przez czynniki zewnętrzne – ludzie zmieniają miejsce pobytu, swoje środowisko, rytmu życia dobrowolnie – bez przymusu. Ruch turystyczny odnosi się do określonego obszaru, kierunku, okresu w którym trwa, itp. 
Obecnie w świecie obowiązuje podział ONZ WTO ruchu turystycznego:
- dla celów wizyty,
- na czas trwania pobytu lub podróży,
- na miejsca zamieszkania turysty (region, kraj) i miejsca jego przeznaczenia,
- użytych środków transportu,
- oraz rodzajów obiektów noclegowych.

W badaniach nad ruchem turystycznym największe znaczenie ma ustalenie celów podróży. Cele te zostały podzielone na dwie kategorie:
- podstawowe,
- jak i drugoplanowe.

ONZ dokonało podziału celów wizyt na 6 różnych kategorii – w 1976 roku. Zalicza się do nich:
- aktywny/pasywny wypoczynek (zwiedzanie, zakupy, podróże poślubne, hazard, wypoczynek na plaży, itp.),
- odwiedziny u krewnych i znajomych (wyjazdy na urlop do domu, uczestnictwo w pogrzebach, opieka nad osobami niepełnosprawnymi, itd.),
- podróże w sprawach zawodowych (w to wchodzi również instalacja urządzeń, wizytacje, uczestnictwo w spotkaniach, konferencjach, targach, wygłaszanie wykładów, występy na koncertach, płatne studia, kursy językowe),
- podróże w celach zdrowotnych (czyli pobyt w uzdrowiskach i sanatoriach, terapia morska, wczasy odchudzające),
- oraz podróże w celach religijnych (pielgrzymki, uczestnictwo w wydarzeniach religijnych),
- inne (podróże załóg statków i samolotów pasażerskich, tranzyt).

Pamiętać należy, że rzadko kiedy celem podróży jest tylko jeden z wymienionych powyżej celów.